# 1869 a vasúti közlekedésben
Ez a szócikk a 1869-ben történt vasúti eseményeket mutatja be.

## Események a világban
- május 10. – Elkészül az észak-amerikai transzkontinentális vasút, amely New York Cityt köti össze San Franciscóval.